# Engenharia matemática
Engenharia matemática é um ramo da matemática aplicada que diz respeito a métodos e técnicas matemáticas normalmente usados na engenharia e na indústria. Junto com campos como a engenharia física e a engenharia geológica, que podem pertencer à categoria mais ampla da engenharia científica, a engenharia matemática é um assunto interdisciplinar motivado pelas necessidades dos engenheiros por considerações práticas, teóricas e outras, fora de sua especialização, e para lidar com restrições para ser eficaz em seu trabalho.

## Descrição
Historicamente, a engenharia matemática consistia principalmente em análise aplicada, principalmente: equações diferenciais; análise real e complexa (incluindo análise vetorial e tensorial); teoria da aproximação (amplamente interpretada, para incluir métodos assintóticos, variacionais e perturbativos, representações, análise numérica); Análise de Fourier; teoria potencial; bem como álgebra linear e probabilidade aplicada, fora da análise. Essas áreas da matemática estavam intimamente ligadas ao desenvolvimento da física newtoniana e da física matemática daquele período. Esta história também deixou um legado: até o início do século XX, disciplinas como mecânica clássica eram frequentemente ensinadas em departamentos de matemática aplicada em universidades americanas, e mecânica dos fluidos ainda pode ser ensinada em matemática (aplicada), bem como em departamentos de engenharia.
O sucesso dos métodos e softwares de computadores numéricos modernos levaram ao surgimento da matemática computacional, ciência da computação e engenharia computacional, que ocasionalmente usam computação de alto desempenho para a simulação de fenômenos e a solução de problemas nas ciências e na engenharia. Estes são frequentemente considerados campos interdisciplinares, mas também são de interesse para a engenharia matemática.
Ramos especializados incluem engenharia da otimização e engenharia estatística.
A engenharia matemática no ensino superior consiste normalmente em cursos de métodos e modelos matemáticos.